# Аутоматски пилот
Аутоматски пилот (или аутопилот) је аутоматска направа која одржава и стабилизује стални курс кретања ваздухоплова, или управља кретањем ваздухоплова по унапријед задатом програму.
Аутоматски пилот је сложени систем аутоматског управљања. Олакшава навигацију при дугим летовима одржавајући подешени курс, нагиб, висину лета и тако даље. Може и да изводи маневре по унапријед унесеном програму. Стабилизација лета се врши сталним мјерењем отклона од жељеног стања и корективном акцијом да се параметар врати у допуштени опсег, примјеном повратне спреге.
Аутоматски пилот је саставни дио ваздухоплова и вођених пројектила разних врста.

## Дијелови
Аутоматски пилот је сачињен од три уређаја. То су систем за одржавање правца, систем за одржавање попречног нагиба и систем за одржавање уздужног нагиба летјелице. Сваки од уређаја има пријемник, предајник и покретач. Пријемник (сензор, давач - често жироскоп) мјери стварни положај ваздухоплова. Ова информација се преноси предајнику који активира покретач. Покретач врши отклон контролних аеродинамичких површина летјелице (крилца), да би привео ваздухоплов у правилан положај. 